# Банк Республики
Банк Республики (исп. Banco de la República) — центральный банк Колумбии.

## История
В июне 1880 года по решению правительства Колумбии учреждён Национальный банк и осуществлён переход на золотой стандарт. Выпуск банкнот Национального банка намного превышал возможности золотого обеспечения, и 20 декабря 1886 года обмен банкнот на золото был прекращён, а в 1894 году по решению Конгресса (парламента Колумбии) Национальный банк ликвидирован.
В 1905 году основан Центральный банк Колумбии. Одновременное обращение золотого песо и бумажного песо, эмиссия которого постоянно увеличивалась, привели к ликвидации банка в 1909 году.
В 1923 году принят закон об учреждении Банка Республики в форме акционерного общества, 50 % акций которого принадлежат правительству. Владельцы остальных 50 % акций — колумбийские и иностранные банки и частные лица. В том же году банк получил исключительное право выпуска банкнот, ранее банкноты выпускало казначейство, правительства провинций, частные банки.